# Giuseppe Melani
Giuseppe Melani (Pisa, 13 de agosto de 1673 – 7 de noviembre de 1747) fue un pintor italiano del periodo barroco tardío, activo principalmente en Pisa.

## Biografía
Inició su actividad en el taller de Camillo Gabrielli, y posteriormente se convirtió en alumno de Ciro Ferri, quien a su vez había sido alumno de Pietro da Cortona . En el interior de la Catedral de Pisa pintó la Muerte de San Ranieri . También pintó algunos frescos dentro de la arquitectura pisana, como la bóveda de San Matteo (c. 1720) en Pisa, junto con su hermano Francesco Melani (fallecido en 1742).

## Homenajes
- El municipio de Pisa nombró una calle en honor a Giuseppe Melani y su hermano ("Via Fratelli Melani").

- Farquhar, Maria (1855).  Ralph Nicholson Wornum, ed. Biographical catalogue of the principal Italian painters. Woodfall & Kinder, Angel Court, Skinner Street, London; Digitized by Googlebooks from Oxford University copy on Jun 27, 2006. pp. page 102.
- Hobbes, James R. (1849). Picture collector's manual adapted to the professional man, and the amateur. T&W Boone, 29 Bond Street; Digitized by Googlebooks. pp. page 87.

- Datos: Q3770981
- Multimedia: Giuseppe Melani / Q3770981